# میان ما (فیلم ۲۰۱۶)
میان ما (به انگلیسی: Between Us) یک فیلم درام آمریکایی محصول سال ۲۰۱۶ به نویسندگی و کارگردانی رافائل پالاسیو ایلینگ‌ورث است. در این فیلم بازیگرانی همچون اولیویا ترلبی، بن فلدمن، آدام گلدبرگ، آنالی تیپتن، اسکات هیز، پیتر باگدانوویچ و لزلی ان وارن به ایفای نقش پرداخته‌اند.

## تولید
در ژوئن ۲۰۱۵، اولیویا ترلبی، بن فلدمن، آدام گلدبرگ، بتسی براندت، لزلی ان وارن، آلیسون سودول، اسکات هیز، جان راس بووی، پیتر باگدانوویچ، همگی در این فیلم به ایفای نقش پرداختند و رافائل پالاسیو ایلینگ‌ورث کارگردانی و فیلمنامه این فیلم را بر عهده داشت.

## پخش
این فیلم برای اولین بار در جشنواره فیلم ترایبکا در ۱۸ آوریل ۲۰۱۶ به نمایش درآمد. اندکی پس از آن، IFC Films حقوق پخش فیلم را در ایالات متحده به دست آورد. سر انجام این فیلم در ۶ ژانویه ۲۰۱۷ منتشر شد.

## نقدها
این فیلم امتیاز ۶۴ از ۱۰۰ را از سایت متاکریتیک کسب کرده‌است.